# Pavel Bobek
Pavel Bobek (ur. 16 września 1937 w Pradze, zm. 20 listopada 2013 tamże) – czeski architekt i piosenkarz, zaliczany do czołowych postaci czeskiej muzyki popularnej.

## Dyskografia
- 2007: Antologie
- 2006: 40 hitů od A do Z
- 2005: Muž, který nikdy nebyl IN
- 2002: Všem dívkám, co jsem měl kdy rád
- 2000: Jsem pouhý známý
- 1998: Pavel Bobek v Lucerně
- 1996: Bůh má mě rád
- 1995: Hejno padlých andělů
- 1994: The Best Of Pavel Bobek Volume II.
- 1993: Zvláštní věc
- 1993: Pojď dál a zpívej
- 1992: The Best Of Pavel Bobek Volume I.
- 1992: Muž v zrcadle
- 1988: Já přitom byl
- 1986: Galaportrét
- 1984: Stárnoucí mladík
- 1982: The Stranger
- 1981: Zkus se životu dál smát
- 1981: Profil
- 1975: Veď mě dál, cesto má